# Atelidea spinosa
Atelidea spinosa är en spindelart som beskrevs av Simon 1895. Atelidea spinosa ingår i släktet Atelidea och familjen käkspindlar.
Artens utbredningsområde är Sri Lanka. Inga underarter finns listade.